# Notch
Il Notch è un recettore di natura integrinica altamente conservato e presente in numerosi organismi multicellulari, tra cui tutti i metazoi. Nei vertebrati sono presenti quattro famiglie di recettori Notch, indicati con i numeri arabi da 1 a 4.
Tale recettore fu scoperto da Thomas Hunt Morgan nel 1917, e fu così chiamato perché gli individui di Drosophila melanogaster le cui cellule lo presentavano mutato avevano delle piccole incisure sulle ali.

## Struttura
Il recettore Notch è un etero-oligomero composto da una voluminosa porzione extracellulare associata con un'interazione non covalente e calcio-dipendente a una porzione più piccola che comprende una parte extracellulare, un'elica transmembrana a singolo passo e una parte intracellulare. Nella porzione extracellulare, questa proteina presenta numerosi domini ricchi di cisteina definiti "domini EGF-simili". In tali domini, inoltre, il recettore si presenta glicosilato, in particolare con molecole di glucosio e fucosio legate per mezzo di un legame O-glicosilico all'asse proteico.
Tale recettore è particolarmente espresso in cellule dotate di potenzialità staminale, e va a determinare il differenziamento, nonché una serie di processi tra cui la funzione e lo sviluppo dei neuroni, la formazione dei somitomeri, l'angiogenesi, l'espansione delle staminali emopoietiche durante lo sviluppo dell'osso. È inoltre coinvolto in vari fenomeni patologici: si esprime costitutivamente in alcuni tumori, e alterazioni di questo meccanismo regolativo sono implicate nella sclerosi multipla, nella leucemia linfoblastica acuta, nella sindrome di Alagille e nella tetralogia di Fallot.